# Xã Dolan, Quận Cass, Missouri
Xã Dolan (tiếng Anh: Dolan Township) là một xã thuộc quận Cass, tiểu bang Missouri, Hoa Kỳ. Năm 2010, dân số của xã này là 1.571 người.